# Књижевна општина Вршац
Књижевна општина Вршац (КОВ) је културна институција основана 1972. године на иницијативу прослављеног песника Васка Попе. Првобитно замишљен као комуна завичајних писаца који ће прославити Вршац, КОВ је под уредништвом песника Петруа Крдуа постао незаобилазна међународна књижевна адреса. КОВ 49 година представља симбол јединственог начина неговања писане речи, као "остварена утопија", како је дугогодишњи уредник и председник Петру Крду, дефинисао.

Од 2011. главни уредник Књижевне општине Вршац је постао др Драшко Ређеп, писац, књижевни критичар и врсни интелектуалац, а председник, вршачки књижевник Дејан Тадић. Залагањем Васка Попе седиште КОВ-а је дуго година била кућа Јована Стерије Поповића која је до 1972. била руинирана гвожђарска радња. Захваљујући Књижевној општини Вршац зграда је била комплетно реновирана, декорисана намештајем из одговарајуће епохе и претворена у модерно стециште писаца из земље и света. Од 2004. године КОВ је на иницијативу Црквене општине избачен на мансарду у Стеријиној улици бр.34, где у отежаним условима наставља клутурну делатност од значаја за Србију, регион и Европу. КОВ је храм културе са јасном историјском улогом у формирању, моделирању и консолидовању модерног културног живота земље. Први пут је у КОВ-у Крду говорио о демотрополизацији културе, о значају малих издавачких кућа са јасно испрофилисаном концепцијом. Захваљујући тој концепцији КОВ је био дом за аутентичну савремену, живу књижевност највишег домета и остао је светионик песничке речи

Председник КОВ-а је Ана Крду.
Главни уредник и уредник едиције „Несаница“ је истакнути  писац, књижевни критичар и професор Београдског универзитета Михајло Пантић. Уредник едиције „Атлас ветрова“ и часописа „Ковине“ је песник Габријел Бабуц. Уредник едиције КОВ је књижевник Љубомир Кораћевић.

## Манифестације
Књижевна општина Вршац, коју чине едиције "Несаница", "Атлас ветрова", "Катедра Васко Попа", "Стеријана", дуги низ година додељује Европску награду за поезију, објављује часопис за поезију, прозу и есејистику, Ковине, који излази двапут годишње; организује трибине "Средом код Стерије", дане Петруа Крдуа, дане КОВ-а,перформансе и хепенинге.

Лауреати Европске награде за поезију су: Хусто Хорхе Падрон (Шпанија), Вјачеслав Купријанов (Русија), Јулијан Корнхаузер (Пољска), Штефан Аугустин Дојнаш (Румунија),Томас Транстремер (Шведска), Чарлс Симић (САД), Тито Патрикије (Грчка), Миодраг Павловић (Србија), Роберто Мусапи (Италија), Еуженио де Андраде (Португалија), Рајнер Кунце (Немачка), Тадеуш Ружевич (Пољска), Паво Хавико (Финска), Пол Малдун (Ирска/САД), Ана Бландијана (Румунија), Весна Парун (Хрватска),Петру Крду (Србија), Адам Загајевски(Пољска), Лидија Димковска (Македонија/Словенија), Љубомир Симовић (Србија), Ото Толнаи (Србија), Метин Џенгиз (Турска).
КОВ негује преводну књижевност, бави се проблемима авангарде, традиције, окупљајући истакнуте преводиоце, као нпр. Бисерку Рајчић, Кољу Мићевића, као и преводиоце млађе генерације, Ђуру Миочиновића, што домаћу књижевност повезује са другим словенским и европским културама. Објављује мање позната дела класика попут Федерика Гарсије Лорке; као и теоријске књиге; те поезију песника и књижевника разних генерација, Тање Крагујевић, Јована Ћирилова, Александра Јовановића, Вукашина Војводића, Габријела Бабуца, Ненада Глишића, Ивана Деспотовића. Издања КОВ-а користе се у студијама и проучавању књижевности.
Овогодишњи добитник Европске награде за поезију „Петру Крду” (2023) је турски песник, преводилац, уредник и издавач Метин Џенгиз. У склопу награде, објављен је избор из његове поезије под насловом „Врт вечности” који је приредила и превела др Ана Стјеља, која је, као магистар турске књижевности, уједно написала и предговор за ову књигу.